# Calumma radamanus
Espèce
Calumma radamanus est une espèce de reptiles de la famille des Chamaeleonidae.

## Répartition
| Localisation de Madagascar dans le Monde |

| Localisation de Madagascar dans le Monde |

Cette espèce est endémique du nord-est de Madagascar.

## Description
Calumma radamanus est ovipare.

## Publication originale
- (en) David Prötzel, Mark D. Scherz, Fanomezana M. Ratsoavina, Miguel ences et Frank Glaw, « Untangling the trees : Revision of the Calumma nasutum complex (Squamata: Chamaeleonidae) », Senckenberg Gesellschaft für Naturforschung,‎ 4 février 2020 (lire en ligne  [PDF])